# یاکوب زدرویکوفسکی
یاکوب زدرویکوفسکی (لهستانی: Jakub Zdrójkowski؛ زادهٔ ۲۹ مهٔ ۲۰۰۰) بازیگر اهل لهستان است. وی از سال ۲۰۰۵ میلادی تاکنون مشغول فعالیت بوده‌است.
از فیلم‌ها یا مجموعه‌های تلویزیونی که وی در آن‌ها نقش داشته‌است، می‌توان به خانواده کوالسکی در برابر خانواده کوالسکی، ماگدا ام.، خانواده جایگزین، لندنی‌ها، یک خانواده لهستانی، قواعد بازی، پدر متیو، رنگ‌های خوشبختی و عشق اول اشاره نمود.